# Starý židovský hřbitov v Táboře
Bývalý Starý židovský hřbitov v Táboře, založený roku 1634 nad řekou Lužnicí, je dnes součástí parku Pod Kotnovem. Je chráněn jako kulturní památka České republiky.
Byl několikrát významně rozšířen, ale během 2. sv. války byly náhrobní kameny zcela odstraněny. Až roku 1955 zde byl postaven památník obětem holokaustu. Je volně přístupný branami z Korandovy nebo Bechyňské ulice.